# Карате клуб Црвена звезда
Карате клуб Црвена звезда је карате клуб из Београда. Клуб је део Спортског друштва Црвена звезда.

## Историја
16. марта 1972. године основан је Карате клуб Црвена звезда, а међу оснивачима су били Илија Јорга, Љубивоје Ршумовић и Владимир Јорга. Звезда је убрзо постала перјаница карате спорта у земљи - почеле су да стижу прве екипне и појединачне титуле, као и златне медаље са Европских и Светских шампионата. Илија Јорга, Драгослав Божовић, Бојана Шумоња, Томислав Обрадовић, Аца Ћировић, Тања Петровић и Гордана Весковић постали су узори за све младиће и девојке који су почињали да тренирају карате у то време.
Звездине каратисте одувек је красио дух заједништва, велика љубав, посвећеност и оданост према спорту и зато су медаље долазиле са готово сваког надметања. Црвено-беле каратисткиње су три пута (1980, 1981. и 1983) освајале екипне титуле у ВУКО каратеу, а Звездини каратисти су четири пута (1981, 1990. у катама, исте 1990. у борбама и 1997) постали шампиони државе. Највећи успех клуба су две титуле првака Европе у традиционалном каратеу и две титуле првака света у фудокан каратеу.
Прва титула првака Европе је освојена у марту 1997. године на Купу европских шампиона у традиционалном каратеу. Звездини каратисти су у великој конкуренцији (такмичила су се 73 клуба из 26 држава) остварили фантастичан успех: злато у катама освојили су Спасоје и Драгоје Марић и Александар Симић. Екипа у саставу Спасоје и Драгоје Марић и Зоран Штукеља постала је вицешампион Европе, а сребрну медаљу у ЕМБУ (младој карате дисциплини) освојили су Владимир Живановић и Александар Симић.
Успех је поновљен наредне године, када су на клупском првенству Европе 25. септембра 1998. године у Софији каратисти Црвене звезде поново постали шампиони Европе. На такмичењу су учествовали клубови из 17 земаља, а на финалном делу турнира учествовале су екипе Москве, домаћина Каминарија, Букурешта, Работничког, грчке Аспровелте и Звезде. Звездини каратисти су били сјајни - савладали су Москву, па Работнички и у последњем мечу домаћи Каминари. Црвено-бели су били најмлађи на првенству, “трио фантастико” чинили су: капитен Јован Манојловић, Борис Вучковић и Игор Миладиновић, на челу са тренером Зораном Камарићем.
Нова страница блиставе историје Звездиних каратиста исписана је у Прагу, 4. децембра 2013, када је клуб на Светском првенству у фудокан каратеу постао екипни шампион света. У полуфиналу је побеђена репрезентација Румуније, док су у финалу црвено-бели савладали репрезентацију Туркменистана. Прву титулу светског шампиона Звезди су донели: Михајло Берић, Никола Ракић, Миодраг Лазовић и Стефан Јамандиловић, уз тренера Игора Гајића.
Звездини каратисти се ту нису зауставили, већ су своју супериорност показали на шестом Светском првенству у фудокану, које је одржано 2015. у Београду. Освојене су три титуле шампиона света - титулу светског шампиона у појединачној конкуренцији у борбама у апсолутној категорији освојио је Хаџи Страхиња Стојковић, Радомир Мудрић се у конкуренцији ветерана окитио златном медаљом, а нову титулу екипног шампиона света Звезди су донели: Сулејман Мехмедали, Михајло Берић, Милан Павловић и Ненад Ђуричић, са тренером Игором Гајићем.